# Pachythone robusta
Pachythone robusta är en fjärilsart som beskrevs av Percy I. Lathy 1932. Pachythone robusta ingår i släktet Pachythone och familjen Riodinidae. Inga underarter finns listade i Catalogue of Life.